# Бой у Гуты-Кшешовской
Бой у Гуты-Кшишовской (польск. Bitwa pod Hutą Krzeszowską) — сражение, произошедшее в ходе Январского восстания 29 апреля (11 мая) 1863 года между повстанцами под командованием Антония Езераньского и отрядом российских регулярных войск.

## Предыстория
После начала восстания в районе Гуты-Кшишовской действовал повстанческий отряд под командование полковника Леона Чичерского общим числом до 150 человек. Однако 9 (21) марта 1863 года он был атакован отрядом российских регулярных войск возле деревни в Циосманьском лесу. В ходе многочасового ожесточенного боя повстанцы потеряли убитыми более 20 человек, ещё более 50 были ранены или взяты в плен, после чего Чичерский увел остатки своего отряда в Австрийскую Галицию, где повстанцы сложили оружие и самораспустились.
В это же время после успешных боев под Кобылянкой генерал Антони Езераньский увел свой отряд, общим числом до 800 человек, на юго-запад, поближе к австрийской границе, надеясь получить оттуда пополнение людьми и боеприпасами. Повстанцы расположили свой лагерь в лесу в окрестностях деревни, всего в нескольких километрах от границы.

## Ход боя
На рассвете 29 апреля (11 мая) 1863 года лагерь был атакован сразу с четырёх сторон сводным отрядом российских регулярных войск, состоявшим из пограничной стражи и нескольких конных подразделений. Для повстанцев атака русских войск стала полной неожиданностью. Езераньский приказал своим людям прорываться к границе, что и было сделано. В ходе преследования русской кавалерией повстанцы потеряли не менее 17 человек убитыми и ещё 110 ранеными и пленными.

## Последствия
Потерпев сокрушительное поражение, Езераньский увел остатки своего отряда через границу, в Австрию, где 20 мая (1 июня) 1863 года сложил с себя полномочия и распустил остатки отряда по домам. Это вызвало бурю негодования в Национальном правительстве, которое обвинило Езераньского в намеренном пораженчестве и объявило его предателем.
Сам Езеранский более полугода жил на нелегальном положении в Галиции и скрывался от австрийских властей, выдавших ордер на его арест. Однако в начале 1864 года он был задержан австрийцами в крестьянском доме в деревне Хревт в Галиции; был заключен в тюрьму, но выпущен по амнистии в июне 1865 года.